# Piercia albifilata
Piercia albifilata är en fjärilsart som beskrevs av Louis Beethoven Prout 1938. Piercia albifilata ingår i släktet Piercia och familjen mätare. Inga underarter finns listade i Catalogue of Life.